# Okręglica-Kolonia
Okręglica-Kolonia – kolonia w Polsce położona w województwie lubelskim, w powiecie kraśnickim, w gminie Urzędów.
W latach 1975–1998 miejscowość należała administracyjnie do województwa lubelskiego.